# 强建华
强建华（1921年11月—1994年7月7日），男，汉族，陕西宜君人，中华人民共和国政治人物，曾任中共西宁市委第一书记，中共青海省委常委，青海省人大常委会副主任。